# 루카스 크라나흐
루카스 크라나흐(Lucas Cranach, 1472년~1553년)는 독일의 화가이다.

## 생애
프랑켄 지방의 크로나흐에서 태어났다. 초기의 크라나흐는 알브레히트 알트도르퍼와 볼프 후버 등과 이른바 도나우파(派)의 일각을 형성하고, 독일의 산림 풍경을 신선하고 서정적으로 그렸으며, 또 동시에 마티아스 그뤼네발트를 생각케 하는 표현주의적 색채가 농후하고 극적인 박력이 넘치는 작품을 남기고 있다.(전자의 예로서 베를린의 다렘 미술관 소장인 <이집트 도피 徐中의 휴식>, 후자의 예는 뮌헨의 알테 피나코테크 소장의 <십자가의 그리스도>를 들 수 있다)
1505년 비텐베르크에 이사한 그는 커다란 아틀리에를 차리고, 우미한 여성의 나체상과 신화화(神話畵)를 많이 그렸으며, 루터나 기타 저명인사의 초상화에도 걸작이 많고 마르틴 루터의 신학을 반영하는 루터란의 가르침 즉 율법과 복음에 대한 신학적 주제를 보여주는 그림도 그렸다. 1537~1544년에 걸쳐 그곳 시장(市長)을 지냈던 그는 사회적으로 존경을 받았으며, 또한 루터의 종교개혁을 열렬하게 지지하기도 하였고, 만년에 가서는 바이마르의 궁정화가로 지내다가 1553년 거기에서 운명하였다. 또 이름이 같은 그의 아들(1515~1586)도 화가로서 부친의 조수·후계자가 되어 활약하였다.

## 주요 작품

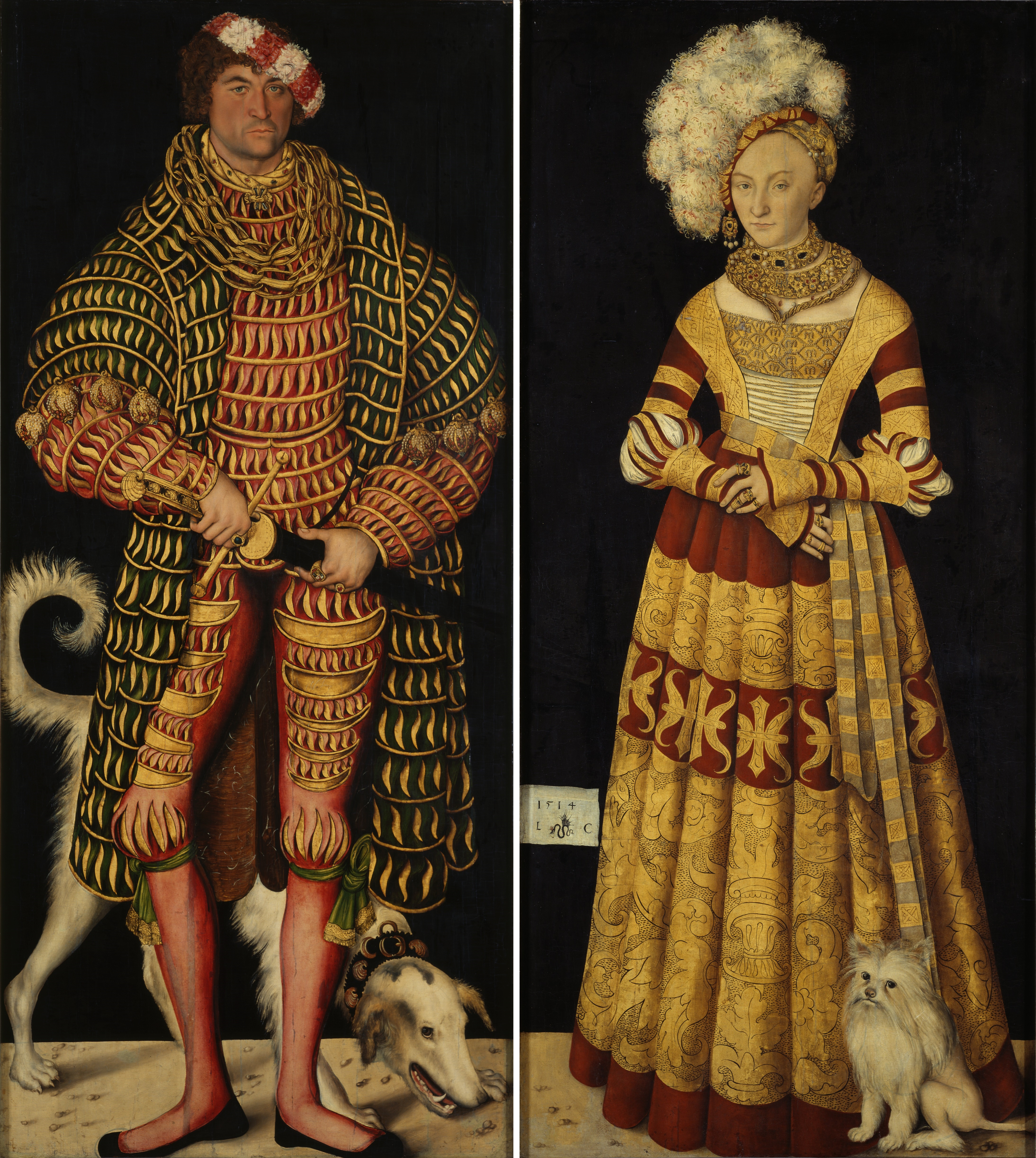
Portraits of Henry IV of Saxony and Catherine of Mecklenburg
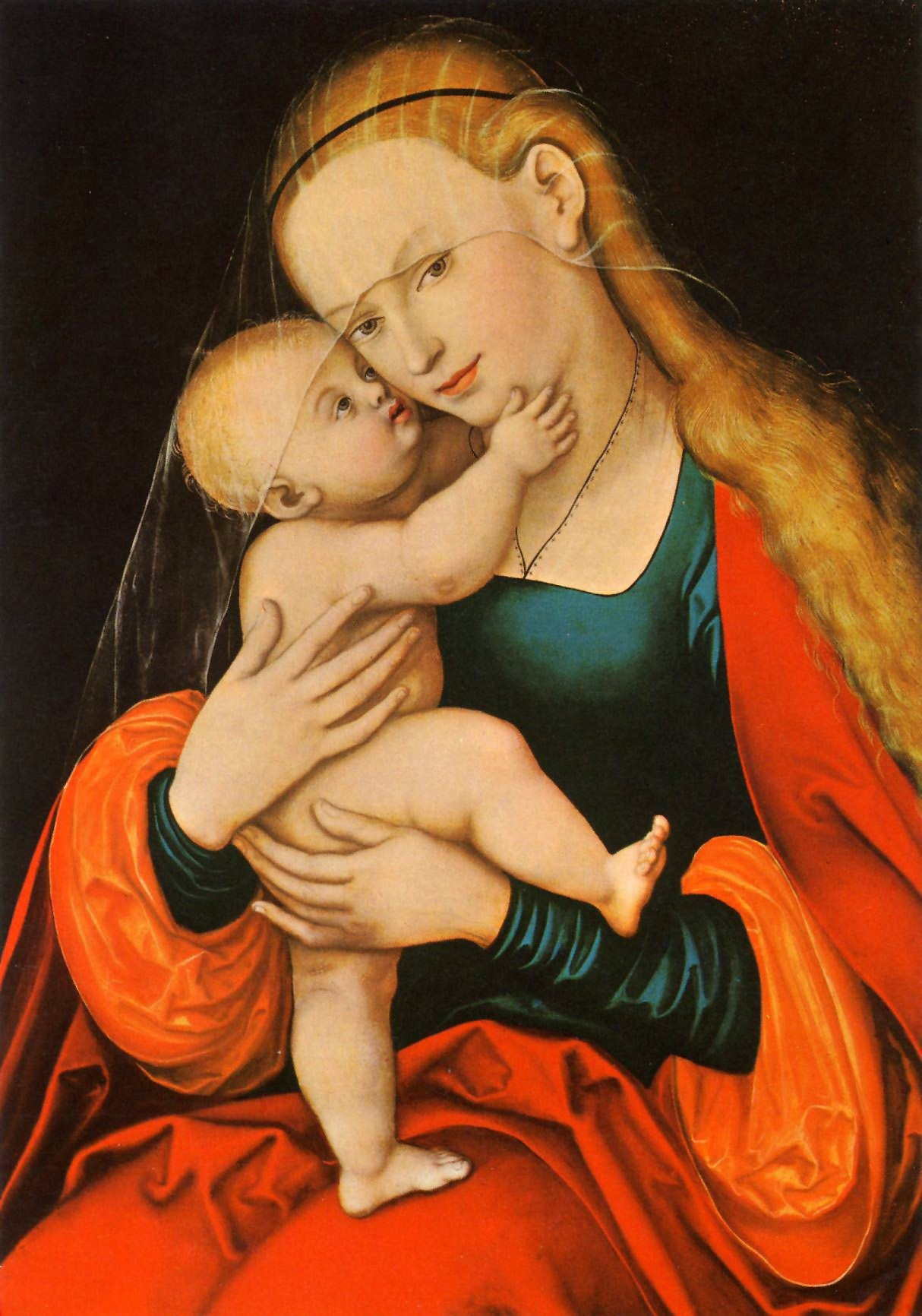
Maria Hilf
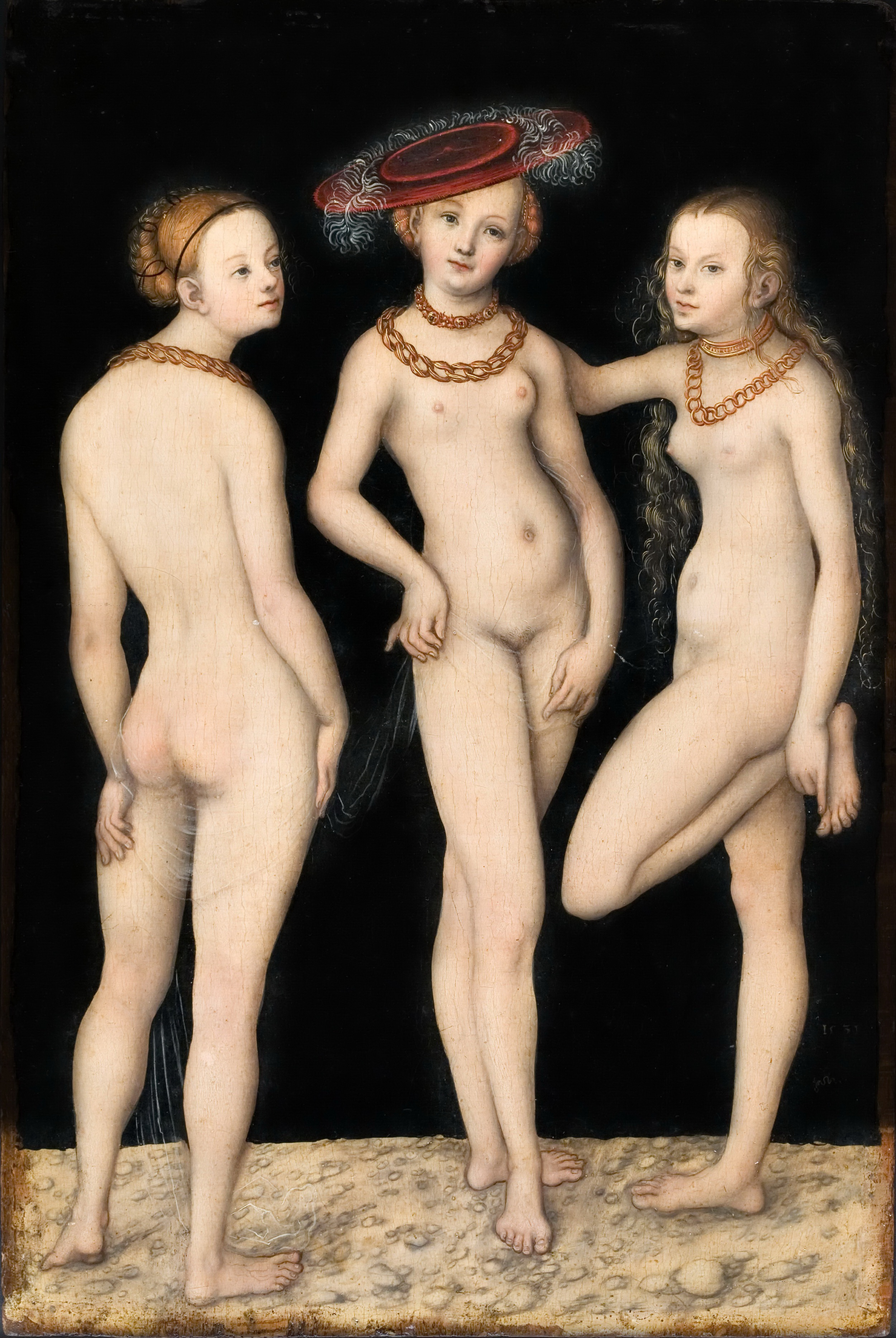
The Three Graces
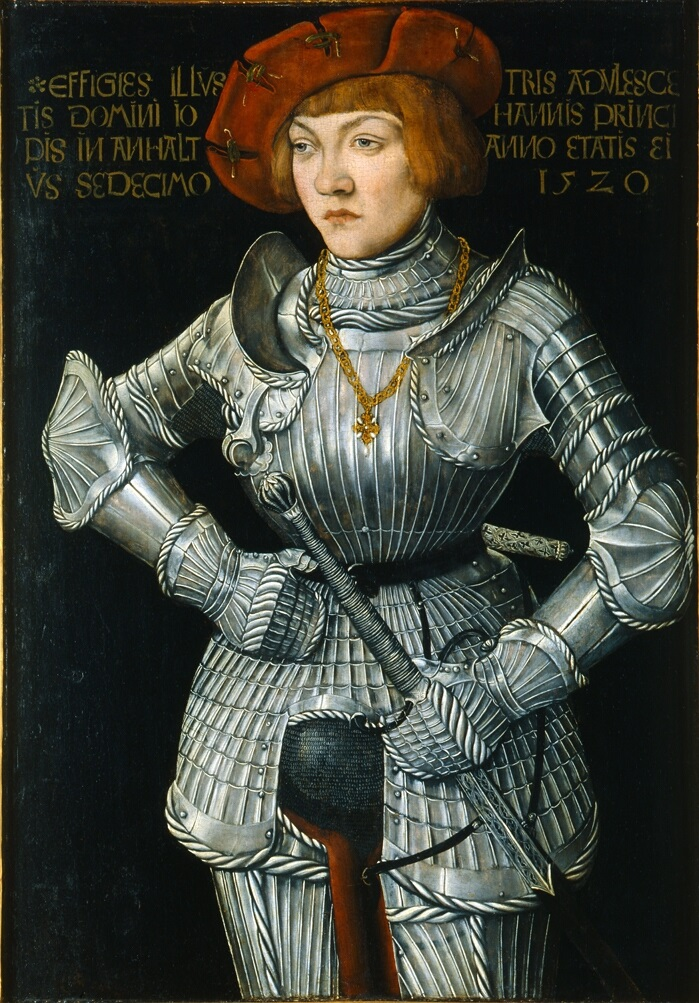
Prince Johann of Anhalt
The fountain of youth
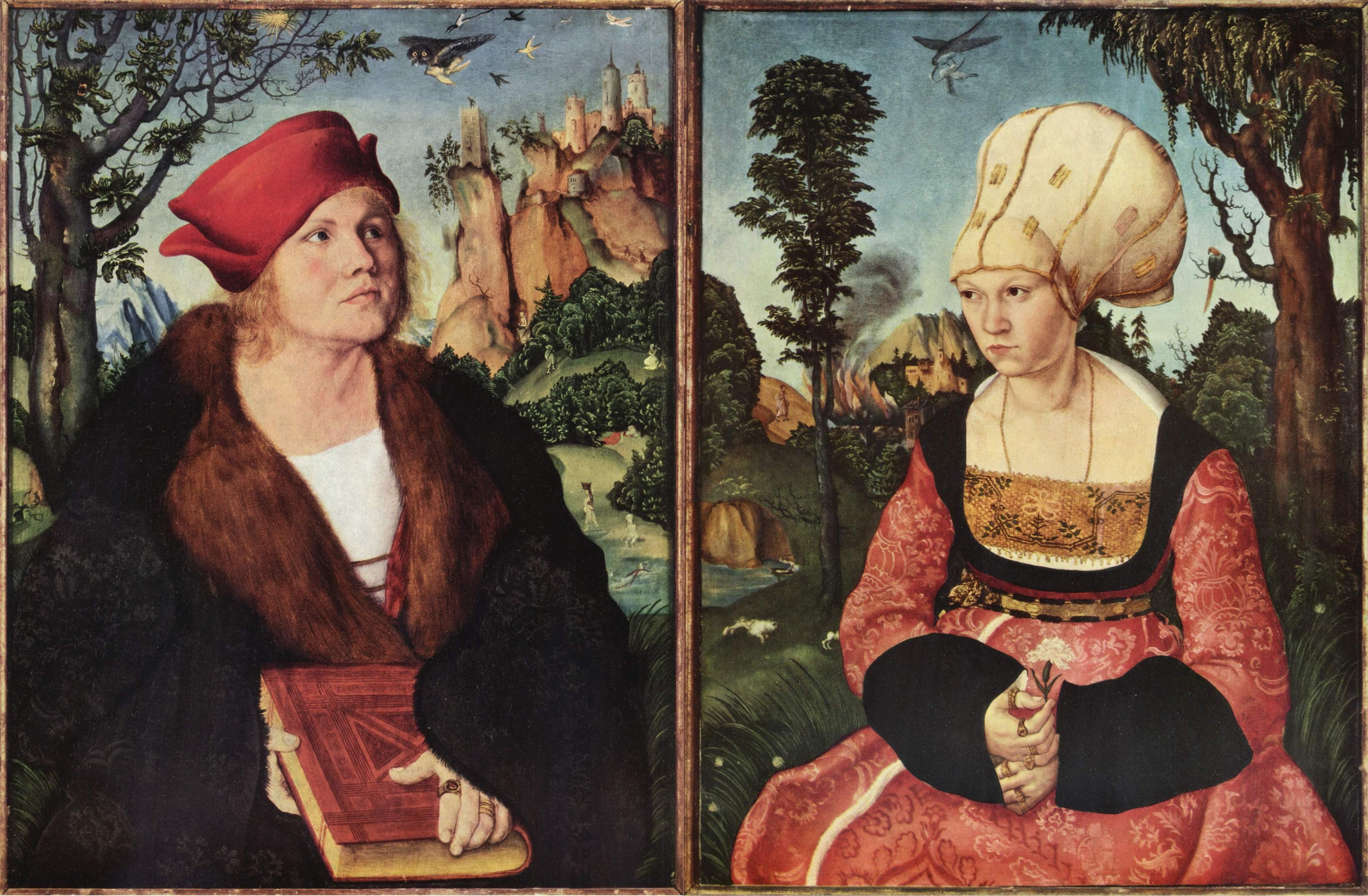
Portraits of Johannes and Anna Cuspinian